# Független Hírügynökség
A Független Hírügynökséget 2004 márciusának végén jegyezték be, és áprilisban kezdte meg működését teszt üzemmódban. A Független Hírügynökség politikai pártoktól független magánemberek, újságírók kezdeményezésére magánvállalkozásként jött létre. Első tulajdonosa és vezetője Kövesdi Péter, aki máig a Független Hírügynökség főszerkesztője. A hírügynökség 2011 májusában vevőkör hiányában megszűnt, miután az állami pénzből működő Magyar Távirati Iroda ingyen adja minden szerkesztőségnek a híreit, így nem kell megfizetni a tartalomgyártás költségeit.

## Megalakulása
Megalakulásának célja az volt, hogy különböző hírigényű média mérsékelt áron lásson el hírekkel. A kezdetekkor a Magyar RTL Televízió Rt. támogatta tevékenységüket, és a csatorna máig jó kapcsolatot ápol a hírügynökséggel. A Független Hírügynökség főképpen rádiók, illetve televíziók hírigényét hivatott kielégíteni. Ez az első magyarországi hírügynökség, amely nemcsak szöveget és fotót kínál előfizetőinek, hanem mozgóképet is a hazai és a nagyvilágban zajló eseményekről. Emellett megfelelő mennyiségű és minőségű hírrel látja el a kereskedelmi rádiós piacot: nemcsak friss, szöveges hírekkel, hanem interjúkkal és úgynevezett hangos hírekkel.

## Felépítése
A szerkesztőségben a külföldi tudósítókkal együtt összesen 62-en dolgoznak. Szerződéses külföldi újságíróik megtalálhatók Pozsonyban, Kolozsvárott, Újvidéken, Beregszászban, Berlinben, Münchenben, Londonban, Brüsszelben, New Yorkban és Washingtonban. Ezen kívül kapcsolatban állnak az AFP nemzetközi hírügynökséggel is. Figyelemmel kísérik a Magyarországot, illetve a magyarokat érintő külföldi híreket, a nemzetközi jellegű, egészségügyi, és bulvár típusú híreket. A belföldi hírek közül pedig az érintettek széles körétől függően szelektálnak, valamint a tanulságot hordozó híreket emelik ki. Az előfizetők külön kérésére bizonyos típusú hírekre kiemelt figyelmet fordítanak, például  a gazdaság, az oktatás területén. 7 állandó regionális stábbal rendelkezik az ügynökség, ami bármilyen helyzetben mozdítható (Győr, Nagykanizsa, Pécs, Szeged, Debrecen, Miskolc, Békéscsaba).

## Forrásaik
Forrásnak tekintik a hatóságokat, a felügyeleti szervek tevékenységét, nyilatkozatait és minden – az ügyben – érintett személy, vagy szervezet közlését; valamint jelen vannak a sajtóhivatalos eseményeken (sajtótájékoztatókon, parlamenti üléseken). Rendszeresen ellenőrzik a külföldi hírportálokat, a televíziókat, az Európai Unió dokumentumait, valamint bírósági határozatokat és végzéseket, törvényeket is megjelentetnek, ahogy a felmérések, jelentések eredményeit is.

## Működésük
Működésük jóformán állandó, nincs megállás a hírszolgáltatásban: reggel 5-től este 9-ig hétvégén és ünnepnapokon is dolgoznak, este pedig 9 órától 5-ig éjszakai ügyelet van, amely azonnal tudja riasztani a munkatársakat, ha valami történik.
A hírügynökség rovatokra van osztva, de a munkatársak nincsenek specializálva egy-egy területre. A rovatok a következőek: külpolitikai, parlamenti, párt specializált, gazdasági, kulturális, oktatási, bűnügyi rovatok. A szaktudósítók nyelvtudás alapján specializálódnak leginkább.

## Fenntartása
A Hírügynökség semmilyen költségvetési támogatást nem kap sem az államtól, sem alapítványtól; teljesen önellátó. A híreket a kisebb hírigényű média vásárolja a Független Hírügynökségtől, így ezek számára az ügynökség hírcsomagokat állít fel. Léteznek személyre szabott ajánlatok, szerveres hozzáférés, amellyel minden hír, videó és képanyag megszerezhető. Külön előfizetéssel az óránként bemondott hírek is meghallgathatók; vannak olyanok, akik csak az eseménynaptárra fizetnek elő, és létezik egy e-mailes szolgáltatás, amely csak a hírek szöveges tartalma szerezhető be.

## Újságíró tanfolyam
A Független Hírügynökség évről évre szervez újságíróképző tanfolyamot, ahol nem egy későbbi munkatársuk kapott elméleti és gyakorlati képzést. Sok végzett hallgatójuk tudott elhelyezkedni a média területén.

## Tervek
A Független Hírügynökség hosszú távú tervei közé tartozik, hogy mozgóképekre specializálódjon, és videóanyaggal lássa el a médiát, különös tekintettel a vidéki anyagokra.